# Leptoharpacticus mucius
Leptoharpacticus mucius là một loài ruồi trong họ Asilidae. Leptoharpacticus mucius được Walker miêu tả năm 1849. Loài này phân bố ở vùng Tân nhiệt đới.